# 日本モーターボート競走会
一般財団法人日本モーターボート競走会（にほんモーターボートきょうそうかい）は、モーターボート競走法に基づきモーターボート競走（ボートレース）を行う競走実施機関に指定されている一般財団法人である。元国土交通大臣所管。略称は日モ競、競走会。

## 概要
2008年（平成20年）4月1日のモーターボート競走法改正にあたり、それまで存在した全国に18あった競走会および「社団法人全国モーターボート競走会連合会」がそれぞれ解散することから、これらの業務を受け継ぐために創設された団体である。
日本モーターボート競走会の業務は、以下のとおりである。
1. 選手、競走に使用するボート及びモーター、審判員並びに検査員の登録を行うこと。
2. 選手の出場のあっせんを行うこと。
3. 選手、審判員及び検査員の養成及び訓練を行うこと。
4. その他競走の公正かつ円滑な実施を図るため必要な業務

競走会の本部所在地は東京都港区であるが、上記3.の業務を行うため福岡県柳川市に「ボートレーサー養成所」がある。